# Rob Franken
Rob Franken (* 16. August 1941 in Rotterdam; † 7. Dezember 1983 in ’t Harde bei Elburg) war ein niederländischer Jazzpianist, Keyboarder und Organist.

## Leben
Franken begann seine professionelle Karriere in der Begleitband des Gesangsduos Esther & Abi Ofarim. Er spielte in einem Trio mit dem Schlagzeuger Klaus Weiss und gründete im Jahr 1967 die Gruppe „Rob Franken OrganIzation“ unter Beteiligung des Schlagzeugers Louis Debij, des Gitarristen Ingo Kramer und des Bassisten Piet Hein Veening. Franken war einer der ersten europäischen Pianisten, die Hammondorgel spielten. Seit Ende der sechziger Jahre begeisterte er sich auch für das Fender Rhodes Electric Piano, welches zu seinem Markenzeichen wurde. Rob Franken wurde zum Pianisten des Mundharmonikaspielers Toots Thielemans, der von ihm beeinflusst worden ist. Unter anderem wirkten beide 1973 am Soundtrack des Spielfilms Türkische Früchte mit.
Franken spielte als Sessionmusiker auf über 400 Schallplatten. Er arbeitete in ganz Europa und vor allem viel in Deutschland. Er war fester Keyboarder in Peter Herbolzheimers Big-Band Rhythm Combination and Brass und ständiger Gast in der Rundfunksendung Sesjun im öffentlich-rechtlichen Programm TROS der Niederlande. Ebenfalls trat er mit seinem eigenen Trio mit wechselnden Bassisten und Schlagzeugern auf. 1976 gründete er mit dem Pianisten Jan Huydts und dem Perkussionisten Henk Zomer die experimentelle Formation The Keyboard Circle. Die beiden Pianisten spielten Stücke im Fusionstil und setzten die Klänge von Fender Rhodes Klavieren, Clavinetten und Synthesizern gegeneinander, begleitet von Henk Zomer. 
Am 4. Dezember 1983 machte Franken seine letzten Aufnahmen als Solist für die LP Big Band Bebop von Herbolzheimer. Drei Tage später verstarb er im Alter von nur 42 Jahren an inneren Blutungen. Big Band Bebop ist Franken gewidmet worden.